# Bessie Coleman

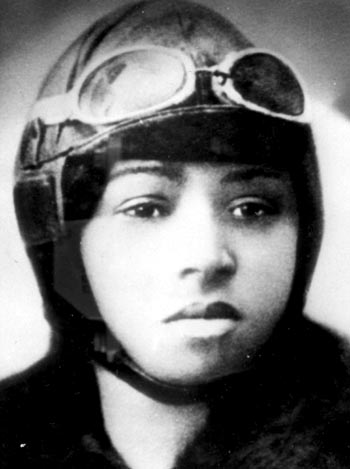
Bessie Coleman

Bessie Coleman (* 26. Januar 1892 in Atlanta, Texas; † 30. April 1926 in Jacksonville, Florida), auch „Brave Bessie“ und „Queen Bess“, war eine US-amerikanische Pilotin. Sie war die erste Afroamerikanerin mit Pilotenschein und die erste Frau mit dem internationalen Pilotenschein.

## Leben

### Kindheit und Jugend

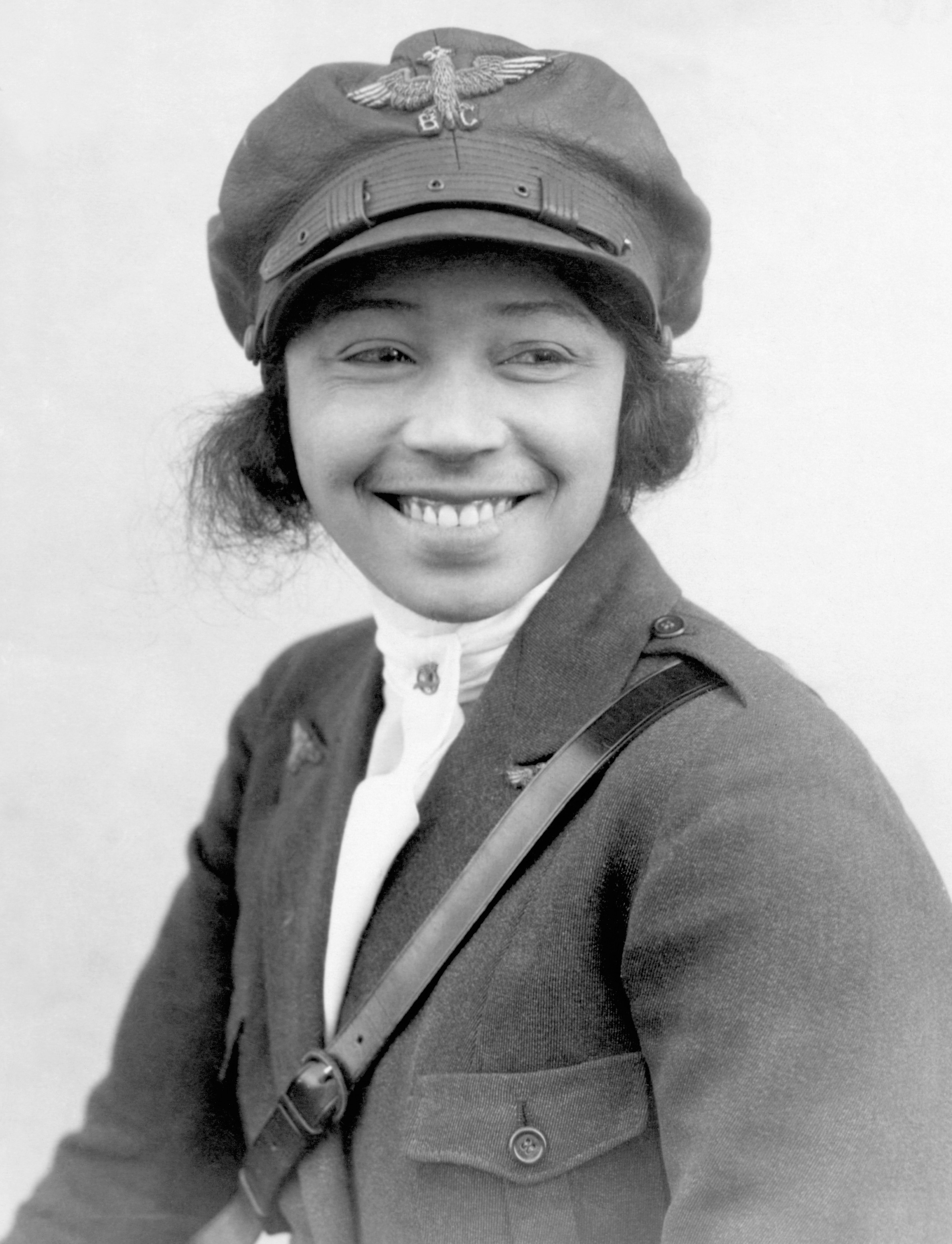
Bessie Coleman, 1923

Bessie war das zehnte von dreizehn Kindern ihrer als Farmpächter arbeitenden Eltern. Von Seiten ihres Vaters George Coleman hatte sie auch indianische Vorfahren (Choctaw). Ihre frühe Kindheit verbrachte sie auf der kleinen Farm ihrer Eltern, die Sonntage waren dem Kirchenbesuch gewidmet. Während ihre älteren Geschwister nach und nach Aufgaben bei der Feldarbeit übernahmen, fiel es Bessie zu, ihrer Mutter Susan Coleman im Haus, bei der Gartenarbeit und der Beaufsichtigung ihrer jüngeren Geschwister zu helfen.  
Mit sechs Jahren begann sie die Schule zu besuchen; eine Schule ausschließlich für schwarze Kinder, die aus nur einem Raum bestand. Sie war eine sehr gute Schülerin, auch wenn ihre Eltern ihr oft keine Schulmaterialien wie Kreide oder Bleistifte kaufen konnten. Ihre Vorliebe gehörte dem Lesen und sie zeigte ein außergewöhnliches Talent für Mathematik. Die Routine aus Schule, Hausarbeit und sonntäglichem Kirchenbesuch wurde nur durch die alljährliche Zeit der Baumwollernte unterbrochen, an der alle Familienmitglieder teilnahmen.
1901 verließ ihr Vater die Familie. Er wollte dem Rassismus in den Südstaaten entfliehen und kehrte in seine Heimat Oklahoma zurück, das damals noch als Indian Territory galt und dessen Besiedelung durch Weiße gerade erst begonnen hatte, wo er sich ein besseres Leben erhoffte. Die Familie folgte ihm aber nicht.
Mit zwölf Jahren wurde Bessie Coleman in die Schule der Missionary Baptist Church aufgenommen, setzte ihre Ausbildung fort und schrieb sich nach ihrem 18. Geburtstag, unter Einsatz all ihrer Ersparnisse, an der Langston-Universität ein. Nach nur einem Semester waren allerdings ihre Mittel aufgebraucht. Sie musste das Studium abbrechen und kehrte nach Hause zurück.

### Chicago
1915 folgte sie zweien ihrer Brüder nach Chicago und lebte bei ihnen. Gemeinsam mit ihnen arbeitete sie zunächst in einem Supermarkt und war Maniküre in einem Frisiersalon. Dort hörte sie die Geschichten von Piloten, die aus dem Krieg zurückgekehrt waren, und malte sich aus, wie es wäre, selbst Pilotin zu sein. Ihr Bruder zog sie damit auf, dass französische Frauen besser seien als afroamerikanische, denn Französinnen waren bereits Pilotinnen geworden.
Ihr Entschluss, Pilotin zu werden, stand fest, doch da sie eine Frau und eine Schwarze war, wurde sie von keiner Flugschule angenommen. Unterstützung erfuhr sie hingegen vor allem durch einige einflussreiche Mitglieder der schwarzen Gemeinde, die sie bei der Arbeit im Frisiersalon kennengelernt hatte. Robert S. Abbott, Gründer und Herausgeber des Chicago Defender, der bedeutendsten Wochenzeitung der Afroamerikaner in Chicago, und Jesse Binga, ein Immobilienhändler, unterstützten sie finanziell, und sie setzte sich im Gegenzug mit ihrer einnehmenden und lebhaften Persönlichkeit und ihrer Schönheit als Werbeträgerin für den Chicago Defender ein. Ihr Berufswunsch und die Ablehnung, die sie dabei erfuhr, wurden von Abbott auch immer wieder in seiner Zeitung thematisiert.

### Pilotenausbildung in Frankreich
Coleman begann in der Berlitz Sprachschule Französisch-Kurse zu besuchen und reiste schließlich am 20. November 1920 nach Frankreich, um dort ihre Pilotenausbildung zu absolvieren. Als einzige nicht-weiße Schülerin erlernte sie dort innerhalb eines Jahres das Fliegen.

### Rückkehr in die USA

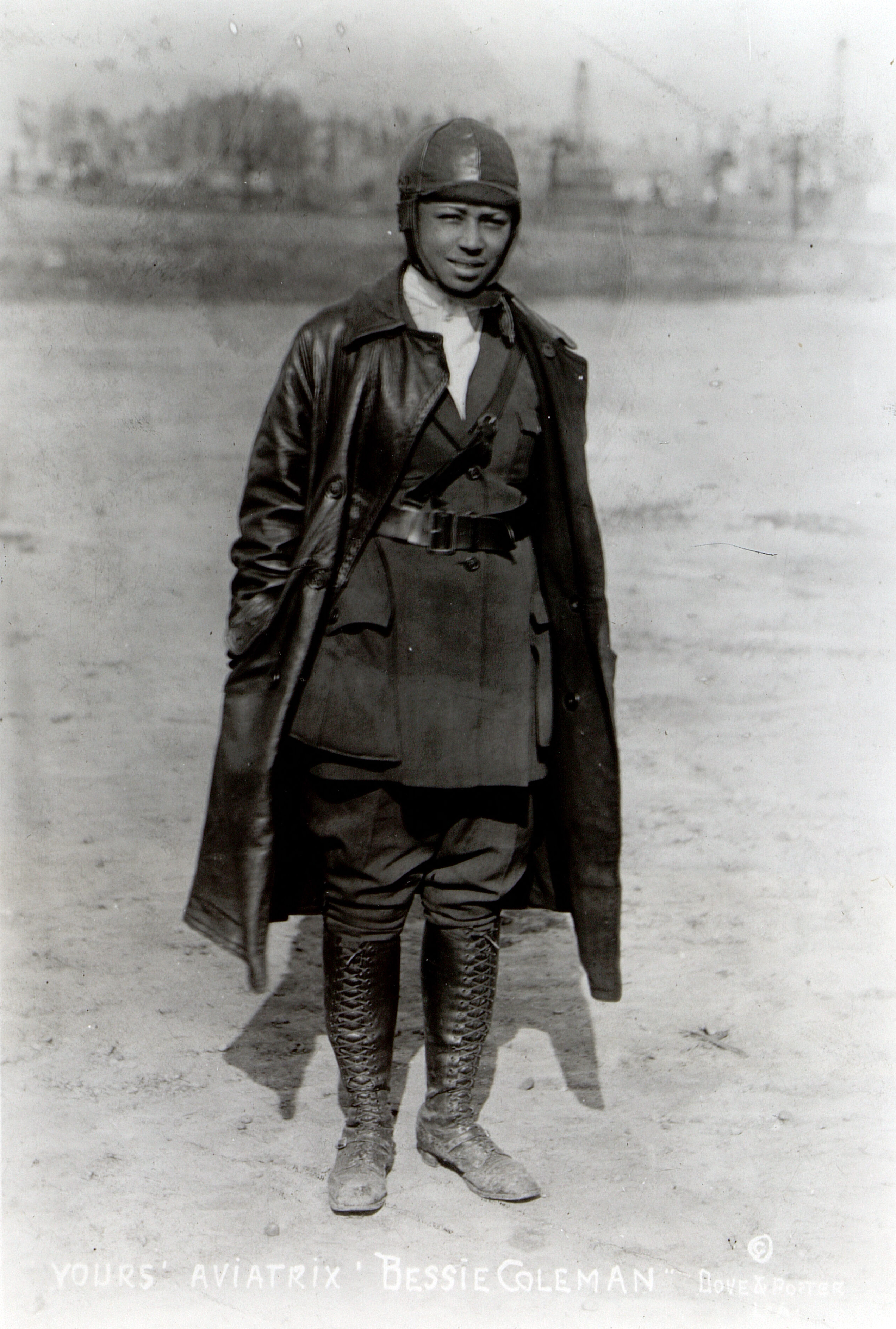
1922

Als sie im September 1921 in die USA zurückkehrte, wurde sie zu einer gefragten Interviewpartnerin für Zeitungen und Magazine, wurde zu zahlreichen Veranstaltungen eingeladen und erfuhr Anerkennung und Bewunderung sowohl von Schwarzen als auch von Weißen.
Im selben Jahr nahm sie in Long Island an ihrer ersten Flugschau teil. In der Folge war sie als Pilotin an Vorführungen in den ganzen USA beteiligt, wobei sie auch eine Reihe von Unfällen überstand. In Los Angeles brach sie sich am 22. Februar 1922 ein Bein und drei Rippen, als ihr Flugzeug versagte und sie abstürzte. Als ihre Bekanntheit wuchs, wurde sie eingeladen, an der Verfilmung ihres Lebens mitzuwirken. Sie sagte zu, brach die Dreharbeiten aber letztlich ab, weil ihr die Darstellung der Schwarzen in dem Drehbuch zu klischeehaft war.
1922 war sie die erste Frau, die den internationalen Pilotenschein der Fédération Aéronautique Internationale erhielt. Ihr Ziel war es, die erste Flugschule der USA zu eröffnen, in der es auch Afroamerikanern, denen noch immer der Zugang zu den bestehenden Schulen verschlossen war, ermöglicht werden sollte, das Fliegen zu erlernen.

### Tödlicher Unfall
Im Frühjahr 1926 hatte Coleman in Dallas eine Curtiss JN-4 „Jenny“ gekauft und den Doppeldecker nach Jacksonville geflogen. Freunde und Familienangehörige rieten ihr ab, damit zu fliegen, sie hielten das Flugzeug für nicht sicher. Am 30. April bereitete Coleman sich dennoch gemeinsam mit ihrem Mechaniker und PR-Agenten William Wills, der am Steuer saß, auf eine Flugschau vor.
Während des Fluges hatte Coleman ihren Sicherheitsgurt nicht angelegt, da sie für den nächsten Tag einen Fallschirmsprung geplant hatte und sich aus dem Cockpit lehnen wollte, um das Terrain zu untersuchen. Nach etwa zwölf Minuten gelang es Wills nicht, das Flugzeug aus einem Sturzflug wieder in die horizontale Lage zu bringen. Stattdessen geriet das Flugzeug ins Trudeln und stürzte ab. In einer Höhe von etwa 600 Metern wurde Coleman aus dem Cockpit geschleudert und starb beim Aufprall auf den Boden. Wills starb, als das Flugzeug nach dem Aufprall in Flammen aufging. Die Untersuchung des Wracks ergab, dass der Unfall wahrscheinlich auf einen Schraubenschlüssel zurückzuführen war, der in der Steuerungsmechanik eingeklemmt war.
Bessie Coleman wurde auf dem Lincoln-Friedhof in Chicago beigesetzt. Zu ihrem Begräbnis kamen rund 10.000 Menschen, darunter viele prominente Mitglieder der schwarzen Gemeinde, wie die Bürgerrechtlerin Ida B. Wells.

## Ehrungen

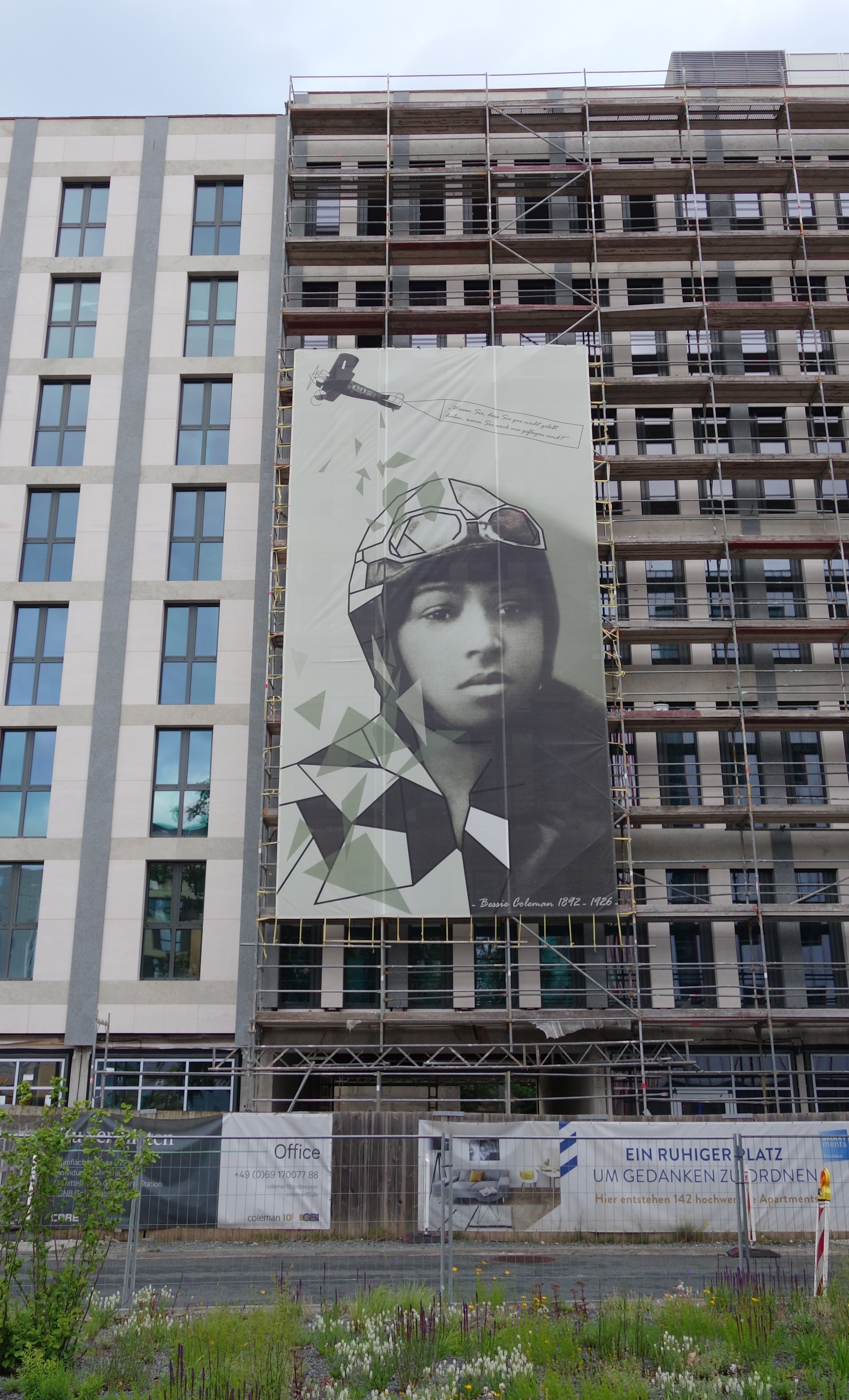
Banner an Baugerüst auf der Bessie-Coleman-Straße am Frankfurter Flughafen

Als erste afroamerikanische Pilotin wurde Bessie Coleman postum vielfach ausgezeichnet. 1931 flog eine Gruppe schwarzer Piloten zum ersten Mal ihr zu Ehren über ihr Grab, eine Tradition, die später alljährlich wiederholt wurde. 1995 erschien ihr Porträt auf einer Briefmarke des United States Postal Service und 1977 wurde der Bessie Coleman Aviators Club schwarzer Piloten gegründet. Der internationale Terminal des O’Hare International Airport in Chicago liegt am Bessie Coleman Drive.
Der Jazz-Saxofonist Johnny Hodges nahm 1940 das von ihm geschriebene Stück Good Queen Bess auf.
2006 wurde sie in die National Aviation Hall of Fame aufgenommen.
Im Konversionsgebiet Gateway Gardens nahe dem Flughafen Frankfurt Main ist eine Straße nach ihr benannt.
Am 26. Januar 2017, dem 125. Jahrestag ihrer Geburt, wurde ihr ein Google Doodle gewidmet.